# Atuagagdliutit/Grønlandsposten
Atuagagdliutit/Grønlandsposten (AG) är en av Grönlands två landstäckande tidningar och ges ut en gång i veckan. Tidningen är en sammanslagning av den grönländskspråkiga tidningen Atuagagdliutit (svenska: ”utdelat lässtoff”) och den danskspråkiga tidningen Grønlandsposten. Alla tidningens artiklar skrivs på båda språken och redaktionen är belägen i huvudstaden Nuuk. Nuvarande redaktör är Poul Krarup.
Sedan 1 januari 2010 har Atuagagdliutit/Grønlandsposten varit fusionerad med konkurrenten Sermitsiaq på grund av de båda tidningarnas svaga ekonomiska situation. De fortsatte dock att ges ut separat. 
Den gemensamma webbplatsen heter Sermitsiaq.AG.

## Historik
Atuagagdliutit grundades 1861 av den danske geologen och inspektören för regionen Sydgrönland, Hinrich Johannes Rink. Denne ansåg att grönlänningarna höll på mista sin kulturella identitet och att en landstäckande tidning på grönländska skulle kunna bistå den muntliga traditionen på Grönland. Atuagagdliutit, som innehöll nyheter om både lokala (ex. jakt och fiske) och utländska företeelser, var den första tidningen som gavs ut i det arktiska området och var länge den enda källan till information om omvärlden som den grönländska befolkningen hade. Den delades till en början ut en gång om året och var gratis, då den danska staten ensamt stod för finansieringen fram till 1914 då de första annonsintäkterna tjänades in. Från och med 1932 gavs tidningen ut två gånger i månaden och fick ett bredare nyhetsstoff.
Grønlandsposten var en danskspråkig tidning som gavs ut 1942–1951 i Nuuk (Godthåb) två gånger i månaden. Tidningen upprättades på grund av Grönlands isolering från omvärlden under andra världskriget och uppnådde under denna period en upplaga på cirka 1 200 exemplar. Även flera år efter krigsslutet i maj 1945 fortsatte utgivningen av Grønlandsposten. Tidningen gick slutligen samman med Atuagagdliutit 1952 och den samlade upplagan steg drastiskt samma år från cirka 300 till 2 500 exemplar. Under 1970-talet påbörjades en regionalisering av tidningen, som fortfarande var i den danska statens ägo. Ägarskapet, med uppgifter, övergick gradvis till det grönländska hemstyret och blev en självägande institution 1975. Det offentliga stödet till tidningen upphörde från och med 1986.
Tidningen utgivning har varierat med tiden. Från och med 1974 utgavs den veckovis, från 1988 tre gånger i veckan och från 1993 två gånger i veckan. Således har även tidningen upplagor varierat från cirka 6 000 exemplar (1991) till cirka 4 000 exemplar (2004).

## Redaktörer i urval
- Rasmus Berthelsen (1861–1874)
- Lars Møller (1874–1922)
- Kristoffer Lynge (1922–1952)
- Jørgen Fleischer (1962–1987)